# محمد خير الجراح
محمد خير الجراح (21 يونيو 1964 -)، ممثل سوري من مواليد مدينة حلب، والده الممثل المعتزل عبد الوهاب الجراح. اشتهر بأداء الأدوار الكوميدية، ومن أشهر تلك الشخصيات شخصية أبو بدر في مسلسل باب الحارة.

## حياته
بدأ مسيرته الفنية في العام 1996 من خلال مشاركته في مسلسل "أيام الغضب".
في الأعوام 1998-1999 شارك في 8 أعمال دفعة واحدة وهي: "الطويبي"، "عائلتي وأنا"، "قضية عائلية"، "حي المزار"، "تلك الأيام"، "عودة غوار"، "دنيا" و"الفصول الأربعة-الجزء الأول".
عام 2000 شارك في 4 مسلسلات، هي:"الفارس المغوار"، "ليل المسافرين"، "سيرة آل الجلالي" و"الزي سالم".
عام 2001 شارك في العديد من الأعمال بأدوار متنوعة من أبرزها "أكشن"، "اللوحة السوداء"، "حمام القيشاني-الجزء الرابع"، "صلاح الدين الأيوبي"، "ألو جميل أهلين هنا".
عام 2002 شارك في مسلسلات "قلة ذوق وكترة غلبة"، "صقر قريش"، "الكرسي"، "ورود في تربة مالحة".
عام 2003-2004 بظهر في عدد من المسلسلات الدرامية والكوميدية منها "بقعة ضوء-الجزء الرابع"، "العودة القاتلة"، "ذكريات الزمن القادم"، "أيامنا الحلوة"، "ربيع قرطبة"، "لغز الجريمة"، "بنات أكريكوز"، "الهروب إلى القمة" و"عصر الجنون".
عام 2005 -2006 شارك في العديد من المسلسلات الدرامية جسد فيها شخصيات متنوعة من أبرزها "ليالي الصالحية"، "حكايا وخفايا"، "خمسة وخميسة"، "حديث المرايا"، "عصي الدمع"، "مشاريع صغيرة"  و"الإنتظار".
عام 2007-2008 ظهر في عدد من الأعمال الفنية المتنوعة أهمها "بهلول أعقل المجانين"، "طرة ولا نقش"، "باب الحارة"، "كوم الحجر"، "الحوت"، "الحصرم الشامي"، "أولاد القيمرية".ر
عام 2009-2010 شارك في المسلسل الخليجي "سكتم بكتم"، بالإضافة إلى مسلسلات "حكايات الغروب"، "إذاعة فيتامين"، "عن الخوف والعزلة"، "زمن العار"، "صبايا"، "عرب وود".
عام 2011 شارك في 4 أعمال تلفزيونية هي "ظل الحكايا"، "آخر خبر"، "الخربة" و"الزعيم".
عام 2012 شارك مع الممثل المصري عادل إمام في المسلسل الرمضاني "فرقة ناجي عطا الله"، وظهر في عدة أعمال تلفوزيونة اخرى منها "طاحون الشر"، "أرواح عارية"، "الأميمي"، "أوراق بنفسجية"، "بيت عامر" و"المفتاح".
عام 2013 شارك في مسلسل "طاحون الشر2"  والجزء الخامس من السيت كوم "صبايا"، والجزء السادس من "باب الجارة".
عام 2014 تابع تصوير مشاهد الجزء العاشر من مسلسل بقعة ضوء وشارك في مسلسل "باب الحارة الجزء السادس الذي عرض في رمضان في ذلك العام
في نوفمبر 2022، أطلق ألبومه الغنائي الأول في دبي خلال إحدى الفعاليات بحضور عدد من الفنانين السوريين والعرب، احتوى الألبوم الجديد على 4 أغاني ما بين ناقدة وكوميدية ومونولوج وهي: “وعد الرجال، الجو العام، ليبقلو، عرّم”. يذكر أن الجراح كان قد أطلق أغنية بمناسبة العيد الـ 50 لدولة الإمارات العربية المتحدة أطلق عليها اسم “إماراتي” للإحتفاء بدولة الإمارات في عيدها الخمسين.

## حياته الخاصة
لديه شقيقة واحدة (إبتسام) توفيت سنة 2021 بعد صراع من المرض. نعى الجراح شقيقته على مواقع التواصل قائلا: شقيقتي الوحيدة ابتسام في ذمة الله مثال الطهر والصبر والايمان والاطمئنان واللي رغم كل المعاناة الصحية اللي كانت عايشتها طول عمرها ما كان في على لسانها الا كلمة الحمد الله .. منك يا حبيبتي منتعلم الصبر .. لروحك السلام.

## أعماله
من مسلسلاتة ايضا ليالي روكسي بدورالحلاق سلمو  2025 

### من المسلسلات: الطواريد، 2016
- آخر الملوك (مسلسل) بدور يلماز
- أعقل المجانين الجزء الأول بدور هارون الرشيد.
- الإمام 2017 بدور الفضل بن الربيع
- التغريبة الفلسطينية، 2004.
- الانتظار بدور ماهر
- الحرملك 2019 بدور ليمون
- الخربة بدور جوهر بو مالحة
- الزعيم بدور شكري الحلاق ملك السبعاوي -2011
- الزير سالم بدور سعدل
- صلاح الدين الآيوبي.
- ألو جميل ألو هناء أبو عبدو
- أنا واخوتي بدور الأب أنور
- أنا وعمتي أمينة بدور الحارس أبو مفيد.
- أهل الراية بدور عبده المخللاتي - بجزأيه
- باب الحارة أبو بدر - بأجزائه التسعة.
- بقعة ضوء مشاركة في كافة الأجزاء
- بواب الريح كرمو الدركي -2014
- بيت العز بدور أبو فريد.
- تحت المداس بدور عوض
- تلك الأيام بدور يوسف
- خان الحرير بدور المحامي عدلي.
- خرزة زرقا بدور المختار أبو المحسن
- ذكريات الزمن القادم بدور أبو نمر
- ربيع بلا زهور بدور كروان
- ربيع قرطبة (مسلسل) 2003 بدور الحسن بن قنون[1]
- رفيف وعكرمة بدور سفيان
- رومانتيكا بدور زوربا
- زمن العار بدور أبو محجوب
- سكتم بكتم بدور أبو نجوى
- سكتم بكتم مسلسل سعودي
- صبايا جميع الاجزاء بدور قدري.
- صقر قريش (مسلسل)2002 بدور عياض بن مسلم[5]
- ضبو الشناتي - 2014
- طاحون الشر (مسلسل) بدور حلاق الحارة -2012
- طاحون الشر 2 (مسلسل) بدور حلاق الحارة العويني 2013
- طوق البنات - 2014
- عن الخوف والعزلة بدورالطبيب أبو نغم.
- فرقة ناجي عطا الله بدور مهرب المخدرات
- قلة ذوق وكثرة غلبة بدور أبو عادل
- كوم الحجر أبو عبدو الحلاق
- كونتاك 2019
- ليالي الصالحية بدور مهدي
- نيولوك - 2014
- وردة شامية بدور شاليط
- وطن حاف -2013
- على الحلوة و المرة 2021 بدور عمو صلاح(أبو فرح )

### من المسرحيات
- السيرك الأوسط - 2018
- سلطان زمانو - 2020.[6]

## روابط خارجية
- محمد خير الجراح على موقع IMDb (الإنجليزية)
- محمد خير الجراح على موقع قاعدة بيانات الأفلام العربية
- محمد خير الجراح على موقع قاعدة بيانات الفيلم (الإنجليزية)